# Pyrrhula murina
El camachuelo de las Azores (Pyrrhula murina) es una especie de ave paseriforme de la familia Fringillidae endémica de las Azores, y que está en peligro de extinción. Sólo vive en el este de la isla de San Miguel. Los últimos censos para la especie estiman entre 700 y 1900 individuos. Alcanza una longitud de 17 cm.
Hasta hace poco era considerado una subespecie del camachuelo común (P. pyrrhula), pero actualmente es reconocida como una especie diferente por la mayoría de autores.
Todas las especies del género Pyrrhula tienen un ancestro común: el camachuelo picogrueso (Pinicola enucleator).